# Małgorzata Majewska
Małgorzata Majewska (ur. 18 kwietnia 1975 w Warszawie) – polska aktorka teatralna. Od 2004 roku aktorka Teatru Żydowskiego w Warszawie.
W 2004 roku ukończyła Studium Aktorskie przy Teatrze Żydowskim w Warszawie oraz zdała aktorski egzamin eksternistyczny. Odznaczona Brązowym Krzyżem Zasługi (2015).

## Kariera
| Aktorka teatralna Teatr Żydowski w Warszawie - 2017: Ostatni syn - 2016: Szosza - 2016: Marzec '68. Dobrze żyjcie – to najlepsza zemsta - 2015: ...coś jeszcze musiało być - 2014: Królestwo wszechwanny - 2013: Bóg zemsty - 2013: Mazl tov - 2013: Marienbad, czyli qui pro quo między dwoma miastami w listach i telegramach - 2012: Noc całego życia - 2012: Ach! Odessa Mama - 2011: Oberża pod Złotym Rogiem - 2010: Zaczarowana noc - 2009: Wyzna(nie) - 2008: W nocy na starym rynku. Gorączka jesiennej nocy - 2007: Straszna gospoda - 2006: Tradycja - 2006: Zaczarowany krawiec - 2006: Sen o Goldfadenie - 2005: Żyć, nie umierać! - 2005: Publiczność to lubi - 2004: Śpiąca Królewna - 2004: Między dniem a nocą - 2003: Królewna Śnieżka - 2002: Kopciuszek - 2002: Skrzypek na dachu - 2002: Cud Purymowy Teatr Nowy w Warszawie - 1998: Wesele Teatr Adekwatny w Warszawie - 2005: In articulo mortis - 2002: Kopciuszek - 1997: Pan Tadeusz - 1995: Dzikie łabędzie | Aktorka filmowa - 2012: Hotel 52 − sprzedawczyni w sklepie meblowym (odc. 65) - 2005: M jak miłość - 2005: Klinika samotnych serc - 2003: Sukces - 2003–2009: Na Wspólnej - 2002: Dzień świra - 1997–2009: Klan Użyczyła głosu - 2008: Plebania |